# Mara Ferretti
Mara Ferretti (Melzo, 25 febbraio 1992) è un'ex calciatrice italiana, di ruolo centrocampista.

## Carriera

### Club
Nata a Melzo, in provincia di Milano, nel 1992, ha esordito in Serie A ad ancora 15 anni, giocando titolare nella sconfitta per 2-0 sul campo del Torino del 23 febbraio 2008, 16º turno di campionato. Ha segnato il suo primo gol il 19 aprile dello stesso anno, alla 22ª e ultima giornata di Serie A, portando in vantaggio all' 11' la sua squadra nella sfida casalinga contro il Bardolino Verona, poi terminata 1-1.
Dopo 5 presenze e 1 rete nella stagione terminata al 9º posto in classifica, la stagione successiva ha disputato 19 gare su 22, segnando un altro gol, ma non è riuscita ad evitare il 12º posto e la conseguente retrocessione in Serie A2. Nelle due stagioni successive in seconda serie, anche a causa di problemi ad un ginocchio, ha giocato soltanto 5 partite segnando 1 volta, l'ultima il 14 novembre 2010, alla 6ª di Serie A2, girone A (poi vinto), entrando al 77' del successo interno per 2-0 sulla Juventus Torino.
Si è ritirata a soli 18 anni, per lavorare, diventando in seguito responsabile di un supermercato milanese.

### Nazionale
Tra 2007 e 2008 ha fatto parte della nazionale Under-17, giocando insieme, tra le altre, alla futura giocatrice della nazionale maggiore Barbara Bonansea, mentre nel 2009 di quella Under-19.

## Statistiche

### Presenze e reti nei club
Statistiche aggiornate al 14 novembre 2010.
| Stagione        | Squadra         | Campionato      | Campionato | Campionato | Coppe nazionali | Coppe nazionali | Coppe nazionali | Coppe continentali | Coppe continentali | Coppe continentali | Altre coppe | Altre coppe | Altre coppe | Totale | Totale |
| Stagione        | Squadra         | Comp            | Pres       | Reti       | Comp            | Pres            | Reti            | Comp               | Pres               | Reti               | Comp        | Pres        | Reti        | Pres   | Reti   |
| --------------- | --------------- | --------------- | ---------- | ---------- | --------------- | --------------- | --------------- | ------------------ | ------------------ | ------------------ | ----------- | ----------- | ----------- | ------ | ------ |
| 2007-2008       | ACF Milan       | A               | 5          | 1          | CI              | ?               | ?               | -                  | -                  | -                  | -           | -           | -           | 5      | 1      |
| 2008-2009       | ACF Milan       | A               | 19         | 1          | CI              | ?               | ?               | -                  | -                  | -                  | -           | -           | -           | 19     | 1      |
| 2009-2010       | ACF Milan       | A2              | 4          | 1          | CI              | ?               | ?               | -                  | -                  | -                  | -           | -           | -           | 4      | 1      |
| 2010-2011       | ACF Milan       | A2              | 1          | 0          | CI              | ?               | ?               | -                  | -                  | -                  | -           | -           | -           | 1      | 0      |
| Totale carriera | Totale carriera | Totale carriera | 29         | 3          | -               | ?               | ?               | -                  | -                  | -                  | -           | -           | -           | 29     | 3      |

## Palmarès

### Club

#### Competizioni nazionali
- Campionato italiano di Serie A2:

ACF Milan: 2010-2011 (girone A)